# اتفاقية لومي للسلام
اتفاقية لومي للسلام  كانت اتفاقية سلام موقعة في 7 يوليو 1999 بين الأطراف المتحاربة في الحرب الأهلية في سيراليون المستمرة لمدة عقد تقريبًا. الرئيس أحمد تيجان كبه وقع مع زعيم الجبهة الثورية المتحدة، فوداي سنكوح ومنح سنكوح منصبا في الحكومة الانتقالية وكذلك العفو له ولجميع المقاتلين. تم تسمية الاتفاقية باسم لومي، عاصمة توغو، حيث جرت المفاوضات وتم التوقيع على الاتفاقية.

## خلفية
كان الصراع مستمرا منذ محاولة انقلاب الجبهة المتحدة الثورية ضد كبه في عام 1997. كان السياسيون السيراليونيون في الداخل والخارج على استعداد للتفاوض مع المتمردين، بمن فيهم أومري غولي وبالو بانغورا («وزير خارجية» المجلس العسكري / الجبهة الثورية المتحدة). في الوقت نفسه، كان الرئيس كبه منهكًا من القتال ومحاولة الانقلاب والحصار على فريتاون (عاصمة سيراليون) وضعف دعم النيجيريين في فريق المراقبين العسكريين التابع للجماعة الاقتصادية لدول غرب أفريقيا، وهو قوة حفظ سلام في البلاد. أراد كبه السلام وكان على استعداد لتقديم التضحيات. أراد سنكوح السلطة وكان على استعداد للقتال من أجلها. في 18 مايو، بحضور المبعوث الخاص للولايات المتحدة جيسي جاكسون ورئيس توغو غناسينغبي إياديما، وقع كبه وسنكوح على وقف إطلاق النار الأولي في لومي. نتيجة لذلك، ذهب سنكوح، إلى جانب فريق التفاوض المكون من قادة ميدانيين وحلفاء، إلى لومي لإجراء مفاوضات مع وفد كبه، برئاسة المدعي العام سولومون بيريوا. بعد التأخير، بدأت المفاوضات في لومي في 26 مايو.

## مفاوضات
أرادت الجبهة المتحدة الثورية تشكيل حكومة انتقالية للوحدة الوطنية مدتها أربع سنوات مع سنكوح كنائب لرئيسها. تنازل بيريوا عن بعض المقاعد لأعضاء الجبهة في الحكومة الانتقالية وأن الجبهة المتحدة الثورية يمكن أن تشكل حزبًا سياسيًا في الانتخابات التي ستجرى في عام 2001 لكنها لن تمنح نائب الرئيس. في نهاية المطاف، مُنحت أربعة مناصب وزارية وأربعة مناصب نواب للوزراء للجبهة المتحدة الثورية، رهنا بموافقة برلمان سيراليون، ومن جانب الجبهة المتحدة الثورية، بناء على موافقة قائد المتمردين سام بوكاري، وكذلك بعض القادة الميدانيين الآخرين..
عاد فريق تابع للجبهة المتحدة الثورية برئاسة رئيس مجلس الحرب الشعبية سولومان واي بي روجرز إلى سيراليون لحشد دعم قيادة المتمردين. ضغط بوكاري للحصول على مزيد من المقاعد لكنه ألغى بعد تدخل تشارلز تايلور. وأخيرًا، وقع كبه وسنكوح الاتفاق في لومي في 7 يوليو 1999. وصدق البرلمان بالإجماع على الاتفاقية في 16 يوليو / تموز.

## محتويات الاتفاقية
تضمنت اتفاقية لومي للسلام 37 مادة وخمسة مرفقات. لقد كانت إلى حد كبير إعادة صياغة لاتفاق أبيدجان للسلام. وتضمنت التزامات بإنهاء الأعمال العدائية، وإعادة إنشاء لجنة توطيد السلام، وتسريح المقاتلين ونزع السلاح، والمساعدة في إعادة إدماج المقاتلين في المجتمع المدني. كما منح العفو لسنكوح وجميع المقاتلين المتمردين (المادة التاسعة) وسمح للجبهة المتحدة الثورية بأن تصبح حزباً سياسياً. ولتحقيق هذه الأهداف، دعت بعثة مراقبي الأمم المتحدة في سيراليون وفريق المراقبين العسكريين التابع للجماعة الاقتصادية لدول غرب أفريقيا إلى تشكيل قوة حفظ سلام محايدة، ومغادرة جميع المرتزقة البلاد، فضلاً عن إنشاء جيش سيراليوني جديد.
عُرض على سنكوح رئاسة لجنة إدارة الموارد الاستراتيجية وإعادة الإعمار الوطني والتنمية (المادة الخامسة)، والتي كان من المقرر أن يكون لها منصب نائب الرئيس، وتكون مسؤولة فقط أمام الرئيس.

## بعد الاتفاق
مباشرة بعد توقيع الاتفاقية، شق آلاف المدنيين والمتمردين طريقهم إلى المدن من الريف بحثًا عن الطعام. ومع ذلك، مع قيام الحكومة باستئجار مرتزقة من خارج البلاد، رفض سام بوكاري، ثاني أعلى عضو في الجبهة الثورية المتحدة، نزع سلاحه. استمر نشاط المتمردين (لا سيما المجموعة الجديدة، ويست سايد بويز)، وعادت فريتاون تحت الحصار مرة أخرى بحلول مايو 2000. بدأ نزع سلاح المتمردين أخيرًا بشكل جدي في مايو 2001.

## نقد
كان منح العفو مرفوضًا للغاية من وجهة نظر الأمم المتحدة. أصدرت مفوضة الأمم المتحدة السامية لحقوق الإنسان، ماري روبنسون، تعليمات لممثل الأمم المتحدة فرانسيس أوكيلو بعدم التوقيع على الاتفاقية. ومع ذلك، كان أوكيلو قادرًا على إقناع الأمم المتحدة بأن توقيعه كان ضروريًا للسلام، ووقع مع تحذير بأن الأمم المتحدة لن تعترف بالعفو عن أعمال الإبادة الجماعية والجرائم ضد الإنسانية وجرائم الحرب وغيرها من الانتهاكات الجسيمة للقانون الإنساني الدولي بناء على طلب مجلس الأمن الدولي.

## روابط خارجية
- المركز الدولي للعدالة الانتقالية ، سيراليون
- النص الكامل لاتفاقية لومي للسلام ، صانع السلام التابع للأمم المتحدة
- نص جميع اتفاقيات السلام الخاصة بسيراليون ، صانع السلام التابع للأمم المتحدة